# العلاقات الأوكرانية القبرصية
العلاقات الأوكرانية القبرصية هي العلاقات الثنائية التي تجمع بين أوكرانيا وقبرص.

## مقارنة بين البلدين
هذه مقارنة عامة ومرجعية للدولتين:
| وجه المقارنة                                              | أوكرانيا                                   | قبرص                                                                 |
| --------------------------------------------------------- | ------------------------------------------ | -------------------------------------------------------------------- |
| المساحة (كم2)                                             | 603.63 ألف                                 | 9.24 ألف                                                             |
| عدد السكان (نسمة)                                         | 45.55 مليون                                | 1.14 مليون                                                           |
| الكثافة السكانية (ن./كم²)                                 | 75.46                                      | 123.38                                                               |
| العاصمة                                                   | كييف                                       | نيقوسيا                                                              |
| اللغة الرسمية                                             | اللغة الأوكرانية                           | اليونانية الحديثة، اللغة التركية، لغة يونانية                        |
| العملة                                                    | هريفنا أوكرانية، كاربوفانيتس، روبل سوفييتي | يورو، جنيه قبرصي                                                     |
| الناتج المحلي الإجمالي (بليون دولار)                      | 112.15 مليار                               | 21.65 مليار                                                          |
| الناتج المحلي الإجمالي (تعادل القوة الشرائية) بليون دولار | 352.98 مليار                               | 26.73 مليار                                                          |
| الناتج المحلي الإجمالي الاسمي للفرد دولار أمريكي          | 2.11 ألف                                   | 23.24 ألف                                                            |
| الناتج المحلي الإجمالي للفرد دولار أمريكي                 | 8.66 ألف                                   | 30.24 ألف                                                            |
| مؤشر التنمية البشرية                                      | 0.747                                      | 0.850                                                                |
| رمز المكالمات الدولي                                      | +380                                       | +357                                                                 |
| رمز الإنترنت                                              | .ua، .укр ‏                                 | .cy                                                                  |
| المنطقة الزمنية                                           | ت ع م+02:00، ت ع م+03:00، توقيت شرق أوروبا | ت ع م+02:00، ت ع م+03:00، توقيت شرق أوروبا، توقيت شرق أوروبا الصيفي ‏ |

## مدن متوأمة
في ما يلي قائمة باتفاقيات التوأمة بين مدن أوكرانية وقبرصية:
- ترتبط أوديسا مع Nicosia Municipality [الإنجليزية]‏ باتفاقية توأمة منذ 1968.[16][17][18][17]

## منظمات دولية مشتركة
يشترك البلدان في عضوية مجموعة من المنظمات الدولية، منها:
| علم المنظمة | اسم المنظمة                               | تاريخ انضمام أوكرانيا | تاريخ انضمام قبرص |
| ----------- | ----------------------------------------- | --------------------- | ----------------- |
|             | المنظمة الأوروبية لسلامة الملاحة الجوية   | 2004                  | 1991              |
|             | المنظمة الهيدروغرافية الدولية             | ?                     | ?                 |
|             | منظمة الشرطة الجنائية الدولية             | ?                     | ?                 |
|             | الاتحاد البريدي العالمي                   | ?                     | ?                 |
|             | منظمة التجارة العالمية                    | 16 مايو 2008          | ?                 |
|             | الفريق المعني برصد الأرض                  | ?                     | ?                 |
|             | مجموعة الموردين النوويين                  | ?                     | ?                 |
|             | مؤسسة التنمية الدولية                     | 27 مايو 2004          | 2 مارس 1962       |
|             | منظمة الأمن والتعاون في أوروبا            | 30 يناير 1992         | 25 يونيو 1973     |
|             | مؤسسة التمويل الدولية                     | 18 أكتوبر 1993        | 2 مارس 1962       |
|             | مجلس أوروبا                               | 9 نوفمبر 1995         | ?                 |
|             | منظمة حظر الأسلحة الكيميائية              | ?                     | ?                 |
|             | الأمم المتحدة                             | 24 أكتوبر 1945        | 20 سبتمبر 1960    |
|             | الاتحاد الدولي للاتصالات                  | 7 مايو 1947           | 24 أبريل 1961     |
|             | البنك الدولي للإنشاء والتعمير             | 3 سبتمبر 1992         | 21 ديسمبر 1961    |
|             | مجموعة أستراليا                           | 2005                  | 2000              |
|             | المركز الدولي لتسوية المنازعات الاستشارية | 7 يوليو 2000          | 25 ديسمبر 1966    |
|             | وكالة ضمان الاستثمار متعدد الأطراف        | 19 يوليو 1994         | 12 أبريل 1988     |
|             | يونسكو                                    | 12 مايو 1954          | 6 فبراير 1961     |

## وصلات خارجية
- موقع وزارة الخارجية الأوكرانية
- موقع وزارة الخارجية القبرصية